# Labios ardientes
Labios ardientes (también conocida como Zona Caliente) es una película procedente de los Estados Unidos. Se trata de un drama romántico dirigido por Dennis Hopper y protagonizada por Don Johnson, Virginia Madsen y Jennifer Connelly. La película está basada en el libro escrito por Charles Williams.

## Sinopsis
En el caluroso verano de un pueblo de Texas, dos atractivas mujeres (Jennifer Connelly y Virginia Madsen) y el seductor Don Johnson (que por esa época protagonizaba la serie de televisión Miami Vice) comienzan un triángulo amoroso. Se trata de un tórrido thriller que intenta, y a ratos consigue, recrear los esquemas tradicionales del cine negro. Dirige el "outsider" Dennis Hopper, que demuestra habilidad para crear atmósfera y calentar la sala.
Harry Madox llega al pueblo y busca trabajo en un negocio de venta de carros de medio uso pero al mismo tiempo planea robar el banco del pueblo, tiene un romance con la esposa de su jefe, una joven mujer casada por interés económico con un millonario anciano, que mata a su esposo enfermo con problemas en el corazón, juntos colaboran para evitar que la policía lo pueda incriminar en el robo del banco, inculpan a un chantajista del pueblo al dejar enterrado en su casa parte del dinero robado del banco y escapan juntos por el camino con la fortuna del millonario.